# МАЗ-216
МАЗ-216 — белорусский городской сочленённый низкопольный автобус особо большой вместимости с «толкающим» приводом производства Минского автомобильного завода. Первый автобус «толкающего» привода в линейке автозавода. Предназначен для крупных городов с интенсивным и сверхинтенсивным пассажиропотоками. Является преемником МАЗ-215.
Как и базовый МАЗ-203, МАЗ-216 является полностью низкопольным. Для автобуса изготовлен полностью новый кузов. От МАЗ-203 здесь только передняя часть, остальная проектировалось «с нуля», хотя она практически не отличается от предыдущей модели МАЗ-215. Автобус получил укороченную колесную базу, формулу дверей 2-2-2-2, несколько вариантов компоновки салона. МАЗ-216 соответствует европейским нормам. В салоне предусмотрено 40 мест для сидения (24 — в передней, 16 — в задней секции). 
| Название    | Назначение | Двигатель             | Модель КПП          | ЭКО стандарт | Годы выпуска | Примечание |
| ----------- | ---------- | --------------------- | ------------------- | ------------ | ------------ | ---------- |
| МАЗ-216.047 | городской  | Weichai WP7 300E51    | Fast Gear FC6A145RB | Евро-5       | с 2023       |            |
| МАЗ-216.066 | городской  | Mercedes-Benz OM926LA | Allison T375w       | Евро-5       | 2018—2021    |            |

## Эксплуатация
На данный момент автобусы эксплуатируются в Казани, Санкт-Петербурге, Пскове, Астане, Минске, Гродно, Гомеле, Полоцке, Пинске и Бобруйске и Могилеве
- Первый опытный экземпляр был отправлен в Санкт-Петербург (СПб ГУП «Пассажиравтотранс», автобусный парк № 2) на испытания. Автобус проходил обкатку в марте 2019 года на маршрутах № 93 и № 127. Впоследствии был выкуплен транспортным предприятием, в настоящее время работает на сети автобусного парка № 2.
- Второй и третий опытные экземпляры поступили в начале декабря 2019 года в Астану, столицу Казахстана[6].
- Серийное производство модели началось в 2020 году со сборки 100 автобусов для Санкт-Петербурга. Среди их особенностей — наличие в салоне USB-разъёмов, информационных мониторов и откидных сидений, сенсорного экрана в кабине водителя, а также графических наружных электронных табло «Искра»[7][8] (из-за их увеличенного размера боковые и задние табло размещаются в салоне за стёклами, соответственно, штатные места для маршрутоуказателей над окнами отсутствуют; автобусы модели МАЗ-203 для Санкт-Петербурга с 2020 года также поставляются без штатных мест для маршрутоуказателей). Автобусы поступили в парки № 1, № 2 и № 5 СПб ГУП «Пассажиравтотранс», их эксплуатация началась 28 апреля 2020 года[9].
- Осенью 2020 года Комитет по транспорту и дорожному хозяйству Псковской области с ООО «Автотехком» подписал контракт, на поставку 11 МАЗов модификации 216.066, до 21 декабря. Автобусы поступили в парк «Псковпассажиравтотранс» города Пскова, и их эксплуатация началась 18 января 2021 года.
- 28 февраля 2021 года началась эксплуатация двух автобусов МАЗ-216.066 в Минске. В марте начали эксплуатироваться ещё два. В августе был куплен ещё один.

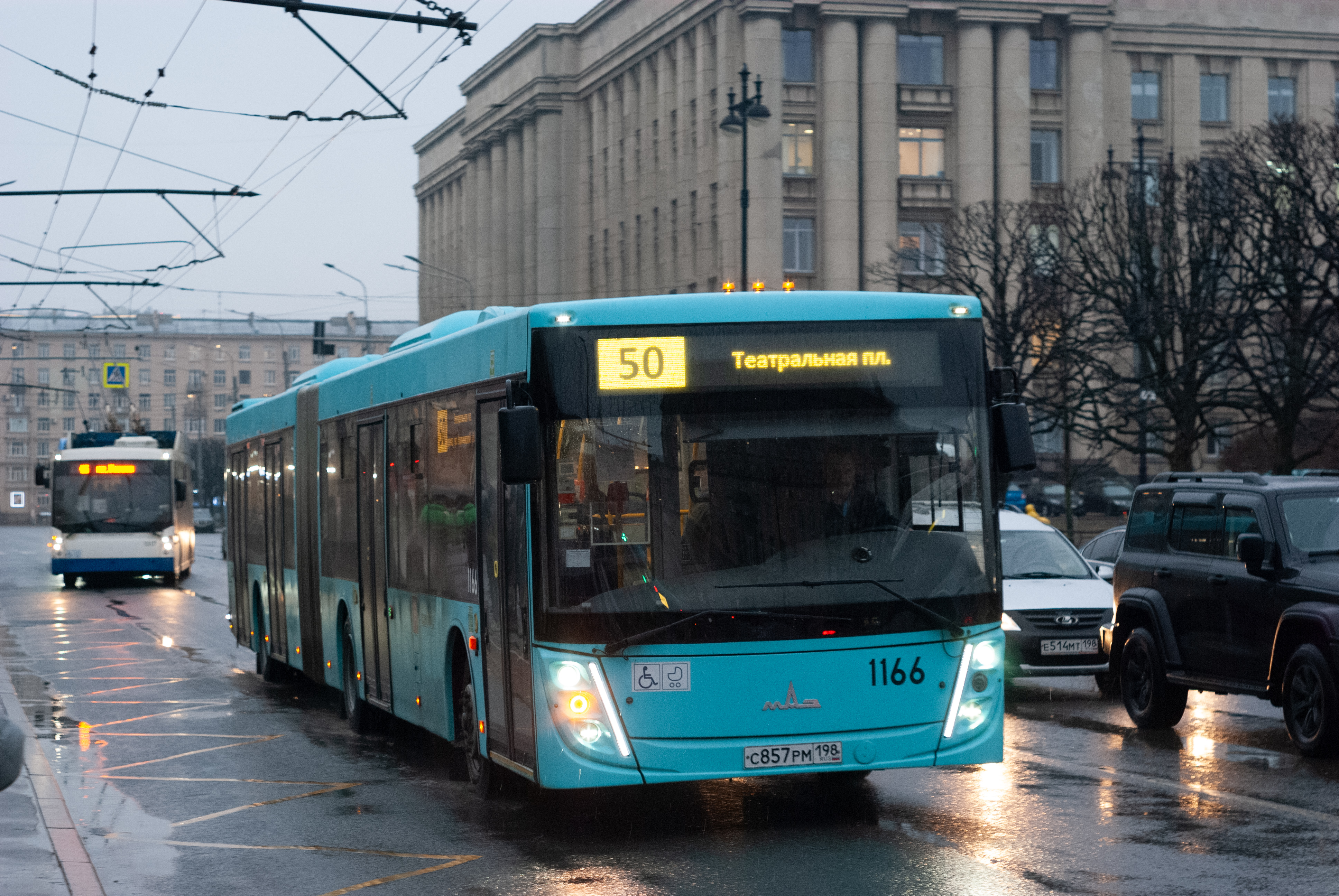
Рестайлинговый автобус МАЗ-216.047 в Санкт-Петербурге, 2025 год

- В марте 2023 года СПб ГУП «Пассажиравтотранс» закупил 140 автобусов МАЗ-216.047[10]. Первые автобусы поступили в автобусные парки № 2 и № 5 в декабре 2023 года[11].
- Со 2 февраля 2024 года началась эксплуатация МАЗ-216 в Казани: МУП «ПАТП-2» купил один экземпляр[12][13]. Рассматривается возможность приобретения ещё автобусов данной модели[13].
- В мае 2024 года Гродно стал первым получателем автобусов МАЗ-216.047 в Республике Беларусь: 22 мая ОАО «Автобусный парк г. Гродно» получил 3 автобуса, всего в течение текущего (2024) года планируется 8 штук[14].
- С 3 июля 2024 года в Гомеле началась эксплуатация этого автобуса в количестве 8 штук[15].
- С августа 2024 года автобусы модели 216.047 поступили в Пинск[16]. Автобусы, поставленныхе в 2024 году, отличаются обновлёнными салоном и передней маской, как на МАЗ-203.
- С августа 2024 началась эксплуатация в количестве 2 шт. в Борисове[17].
- 16 октября 2024 первые 18 шт. МАЗ-216.047 вышли на маршруты города Пскова. Всего закуплено 32 единицы[18].
- С ноября 2024 эксплуатируется 2 шт. МАЗ-216.047 в Полоцке[19].
- С апреля 2025 эксплуатируется 2 шт. МАЗ-216.047 в Могилеве[20]